# Cro-Magnon 1
Pour les articles homonymes, voir Cro-Magnon.

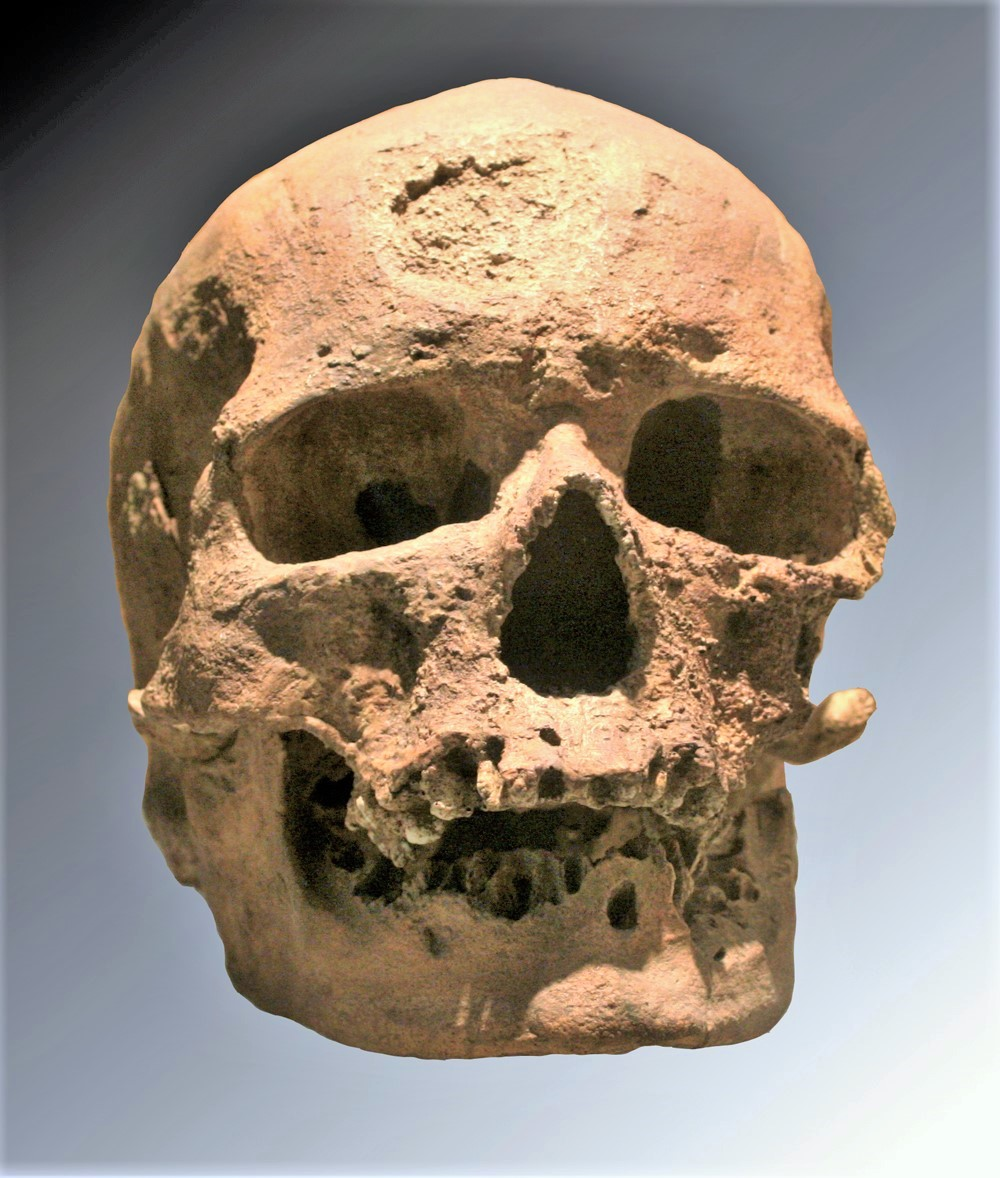
Le crâne de Cro-Magnon 1 (moulage).

Cro-Magnon 1 est un crâne fossile de l'espèce Homo sapiens, découvert en 1868 par Louis Lartet sur le site de l'abri de Cro-Magnon, en Dordogne (France).
Comme son nom l'indique, il s'agit du premier crâne inventorié sur le site, qui est à l'origine de l'appellation Homme de Cro-Magnon.

## Datation
En 2002, une nouvelle datation du site de Cro-Magnon a précisé l'âge de la sépulture ayant livré les restes fossiles. Elle remonte au Gravettien ; plus précisément, pour le crâne Cro-Magnon 1 (mitochondrial haplogroupe T2b1), à 27 680 ans avant le présent (± 270).

## Interprétations
Lors de sa découverte, en 1868, Cro-Magnon 1 fut surnommé « le vieillard », appellation impropre puisque l'âge de décès est estimé n'avoir guère dépassé les 40 ans. Le célèbre Paul Broca voit dans l'érosion circulaire de l'os frontal des effets physiques produits « dans le sol de la caverne par des agents chimiques ». Il note aussi une dépression du fémur gauche qu'il attribue à « un projectile de fronde, un coup de corne, ou de défense d'éléphant ». D'autres experts, comme Franz Pruner, s'opposent à Broca pour y voir des « traces de rachitisme ».
En 1881, Jules Le Baron reprend l'examen du squelette. Il évoque, sans pouvoir choisir, une ostéite post-traumatique, la fonte d'une gomme syphilitique, ou une lésion posthume ancienne. La lésion du fémur gauche est attribuée à un coup de massue. Il découvre aussi une lésion sur la face externe de la crête iliaque gauche attribuée à un coup d'épieu. Ces interprétations traumatologiques sont en phase avec les idées des préhistoriens de la fin du XIXe siècle qui voient les hommes préhistoriques comme étant de mœurs violentes.
En 1930, Léon Pales reprend l'étude de la lésion de l'os frontal. Il réfute les différentes hypothèses pour ne retenir que l'altération post-mortem. Elle s'expliquerait par le fait que le crâne était incomplètement enfoui dans le sol, et que « la pente osseuse cavitaire du frontal, tapissée de concrétions calcaires, a été produite par la chute de gouttes d'eau ».
L'étude descriptive complète du spécimen n'est publiée qu'en 1967, soit près d'un siècle après la découverte. Elle est effectuée par Henri Vallois qui dresse un relevé exhaustif de toutes les lésions osseuses observables. En plus des lésions déjà connues, onze autres d'importance inégales sont signalées. Faute d'examens complémentaires, l'auteur reste prudent dans l'interprétation de ces lésions (nature inflammatoire ou traumatique), mais l'érosion frontale est bien d'origine pathologique et non physique post-mortem.
En 1969, le diagnostic d'actinomycose est proposé, car susceptible d'expliquer toutes les lésions observées, mais des études radiologiques ultérieures ne vont pas dans ce sens. En 1981, le diagnostic d'histiocytose X disséminée est un diagnostic « licite retenu », du moins en France.
En 2018, une nouvelle étude française par tomodensitométrie suivie de microtomographie aux rayons X, avec reconstruction faciale en 3D, propose le diagnostic de neurofibromatose de type 1.

## Galerie

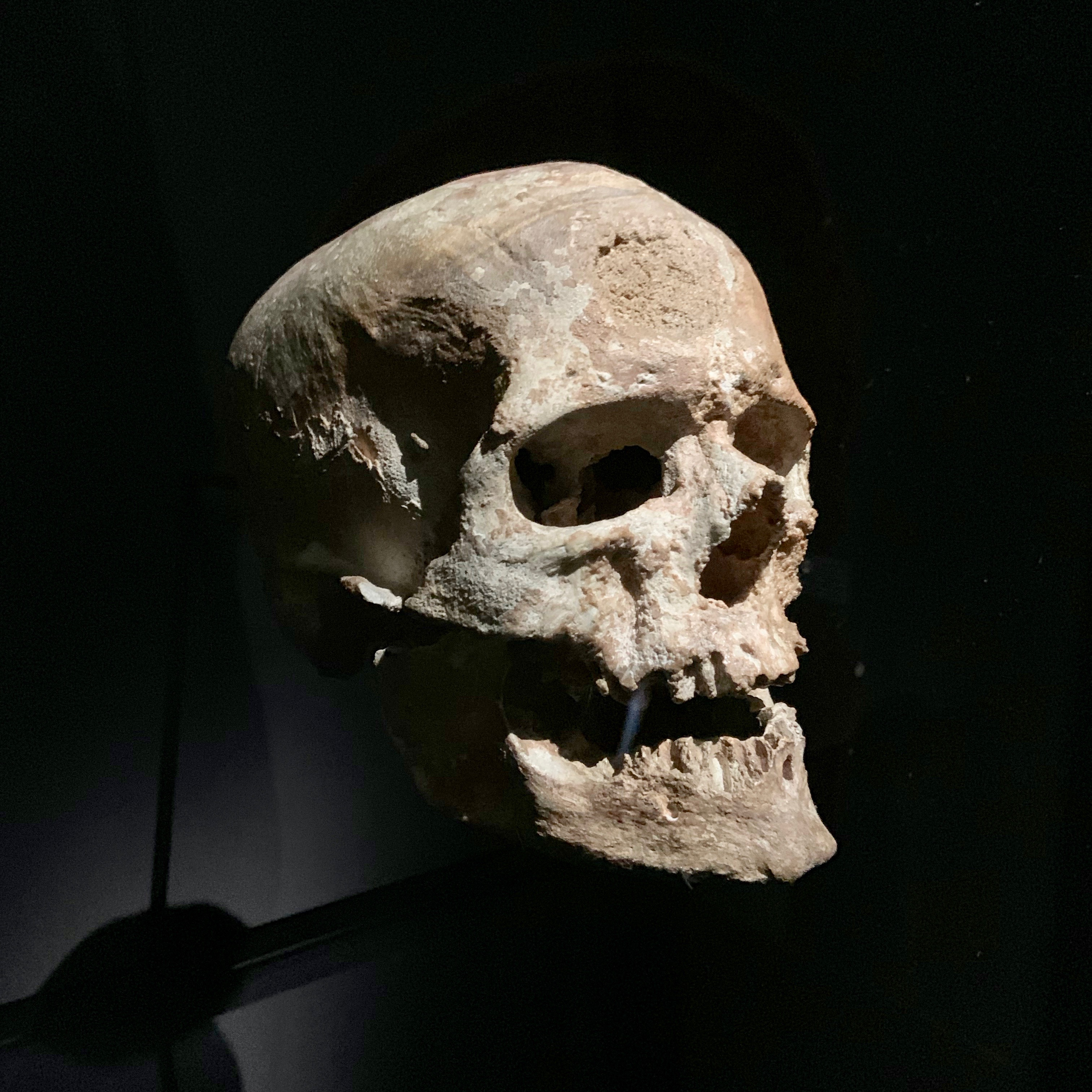
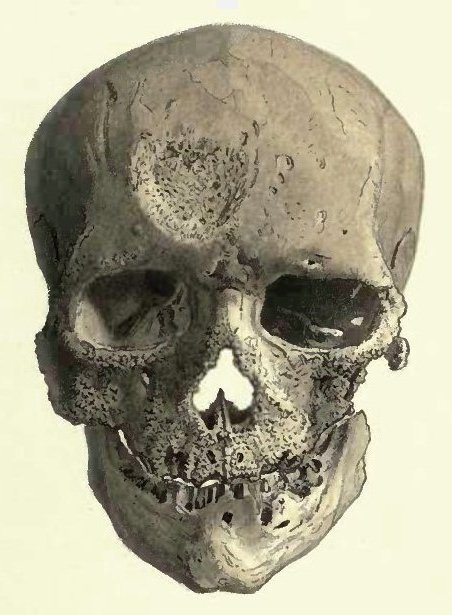
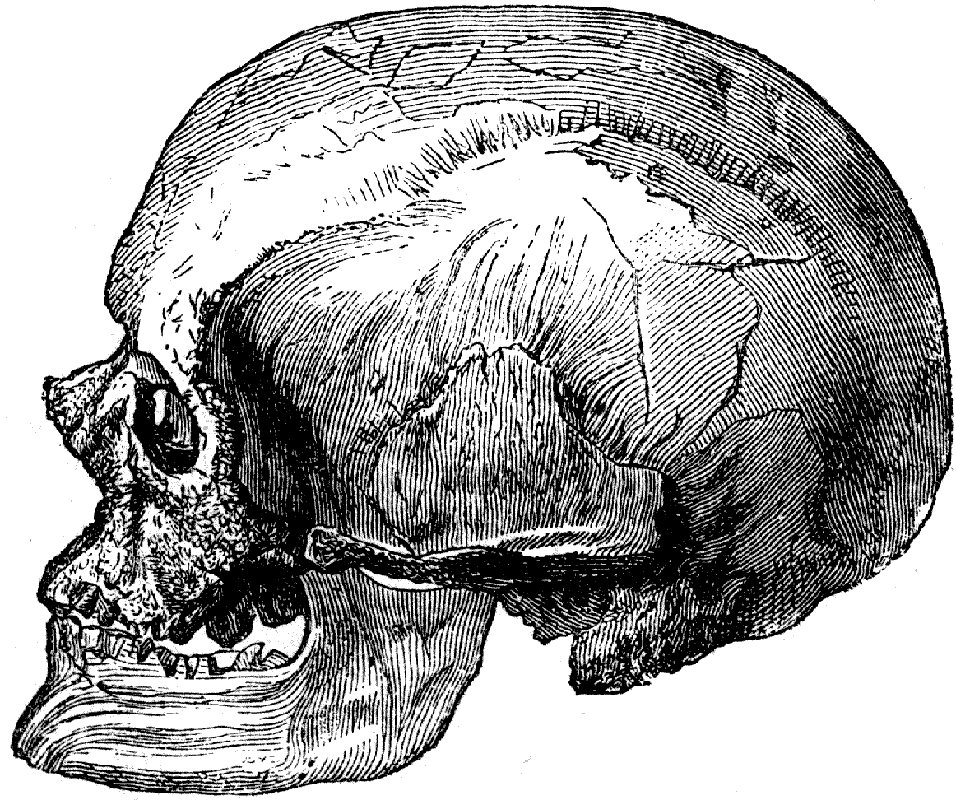